# Johnny Hollow
Johnny Hollow ([ʤɔni 'hɔləu], джонни холлоу) — музыкальная группа, образованная в 2001 году в городе Гуэлф (Guelph), Онтарио, Канада. Группа состоит из четырех участников: Джанин Уайт (Janine White, вокал), Винсента Марконе (Vincent Marcone, электронная обработка, цифровые эффекты), Китти Томпсон (Kitty Thompson, виолончель) и Стива Хина (Steve Heihn, гитара). Стиль группы можно определить как смешение и сочетание направлений готик-рок, эмбиент, трип-хоп и электроники.

## История
До 2001 года Винсент Марконе, Джанин Уайт и Китти Томпсон были студентами университета города Уотерлу, Онтарио. Джанин и Китти составляли дуэт, в своей звукозаписывающей студии они экспериментировали с различными музыкальными направлениями в составе нескольких коллективов. Помимо вокала, Джанин так же делала электронную обработку музыки и отвечала за клавишные, а Китти — играла на виолончели. В это же время Винсент Марконе, скорее известный как дизайнер, занимался разработкой собственного веб-сайта My Pet Skeleton. Он попросил Джанин помочь ему с музыкальным сопровождением, которое должно было создавать мрачную, сказочную атмосферу. Вскоре их совместная работа обрела такую популярность в сети, что все трое решили продолжить сотрудничество. Они записали несколько музыкальных композиций и разместили их на базе того же веб-сайта.
О выходе их первого альбома стало известно в марте 2003 года. К его выпуску Винсент создал новый веб-сайт, который своим дизайном и флеш-анимацией привлек внимание не только фанатов, но и прессы, что способствовало возрастанию популярности альбома.
Второй альбом появился в 2007 году, когда к группе присоединился гитарист Стивен Хин. Помимо гитары, в записи альбома использовались виолончель, фортепиано, скрипка. Вокалистами выступили Джанин Уайт и Винсент Марконе.

## Состав
- Джанин Уайт — вокал, клавишные, звуковой эффект.
- Винсент Марконе — спецэффекты, семплинг.
- Китти Томпсон — виолончель.
- Стивен Хин — электрогитара.

## Дискография

### Студийные альбомы
- 2003 — Johnny Hollow
- 2007 — Dirty Hands
- 2014 — A Collection of Creatures

### Мини-альбомы
- 2010 — Devils Night
- 2019 — The Old Gods of New Berlin

### Ремиксовые альбомы
- 2016 — The Mongrel Mixes

## Видеография
Видеоклипы
- 2010 — Hollow World
- 2016 — Firefly

Фильмография
- 2011 — The Facts in the Case of Mr Hollow (короткометражный фильм)
- 2013 — The Lady ParaNorma (короткометражный фильм)